# Euagathis longicollis
Euagathis longicollis är en stekelart som först beskrevs av Cameron 1903.  Euagathis longicollis ingår i släktet Euagathis och familjen bracksteklar. Inga underarter finns listade i Catalogue of Life.